# سیواکاسی (فیلم)
سیواکاسی (به تامیلی: Sivakasi) فیلمی هندی محصول سال ۲۰۰۵ و به کارگردانی پراسو است. در این فیلم بازیگرانی همچون ویجای، آسین، پراکاش راج، تلنگانا شکونتلا، سارانیا پونوانان و نایانتارا ایفای نقش کرده‌اند.